# Vent Geyser
Vent Geyser est un geyser dans le parc national de Yellowstone, aux États-Unis.
Il fait partie du système géothermique de Grand Geyser. Son éruption intervient normalement immédiatement après celle de Grand, et dure environ une heure, de même que celle de Turban Geyser. Il est quelquefois entré en éruption avant Grand Geyser, ou indépendamment de celui-ci. Son jet d'eau atteint 22 mètres au début, puis se stabilise à 6-12 mètres. Il est parfois impossible de voir les éruptions de Vent Geyser, lorsqu'elles sont cachées par la vapeur et le jet d'eau de Grand Geyser.